# Carl Braun (Sänger)

Carl Braun, 1905

Carl Braun (auch: Braun-Grosser, * 2. Juni 1886 in Meisenheim; † 24. April 1960 in Hamburg) war ein deutscher Opernsänger (Bass) und Opernregisseur.

## Leben
Braun begann seine Laufbahn 1906 in Wiesbaden, anschließend trat er ab 1911 in der Wiener Staatsoper und in Berlin auf. Bei den Bayreuther Festspielen interpretierte er von 1906 bis 1931 Bass- und Baritonpartien. Höhepunkt seiner Karriere waren die Jahre 1912 bis 1917, in denen er Mitglied der New Yorker Metropolitan Opera war und unter anderen mit Enrico Caruso und Pasquale Amato auf der Bühne stand. Von 1920 bis 1927 trat er in der Berliner Staatsoper auf. In den Jahren 1927 bis 1933 war er Solist bei den Richard-Wagner-Festspielen in der Zoppoter Waldoper.
Braun war ein früher Sympathisant Hitlers und Mitglied im völkisch gesinnten, antisemitischen Kampfbund für deutsche Kultur Groß-Berlin, in dem er als Beisitzer in der Gruppe Oper tätig war. Zum 1. August 1932 trat er der NSDAP bei (Mitgliedsnummer 1.282.767). Bis 1933/1934 wirkte er am Deutschen Opernhaus Berlin. Braun, der dem Verwaltungsbeirat der Reichsmusikkammer angehörte, war 1935 nach Beendigung seiner Karriere als Sänger kurzfristig Spielleiter der Oper an der Volksoper im Theater des Westens. Von 1937 bis 1945 arbeitete er als Bühnenvermittler in Berlin, seit 1945 in Oberhausen und ab 1949 in Hamburg. Zuletzt lebte er im Ruhestand in Hamburg.
Sein Sohn war der Schauspieler Hermann Braun.
Carl Braun hinterließ Schallplatten der Marke Ultima (Berlin 1908–09), Odeon (Berlin 1911–14), Columbia (New York 1916–17) und Vox (Berlin 1923).